# Curtiss SB2C
Die Curtiss SB2C Helldiver war ein einmotoriges Sturzkampfflugzeug von Curtiss-Wright, das im Zweiten Weltkrieg vorwiegend von Flugzeugträgern der US Navy eingesetzt wurde. Von 1942 bis 1945 wurden 7140 Maschinen hergestellt.

## Beschreibung

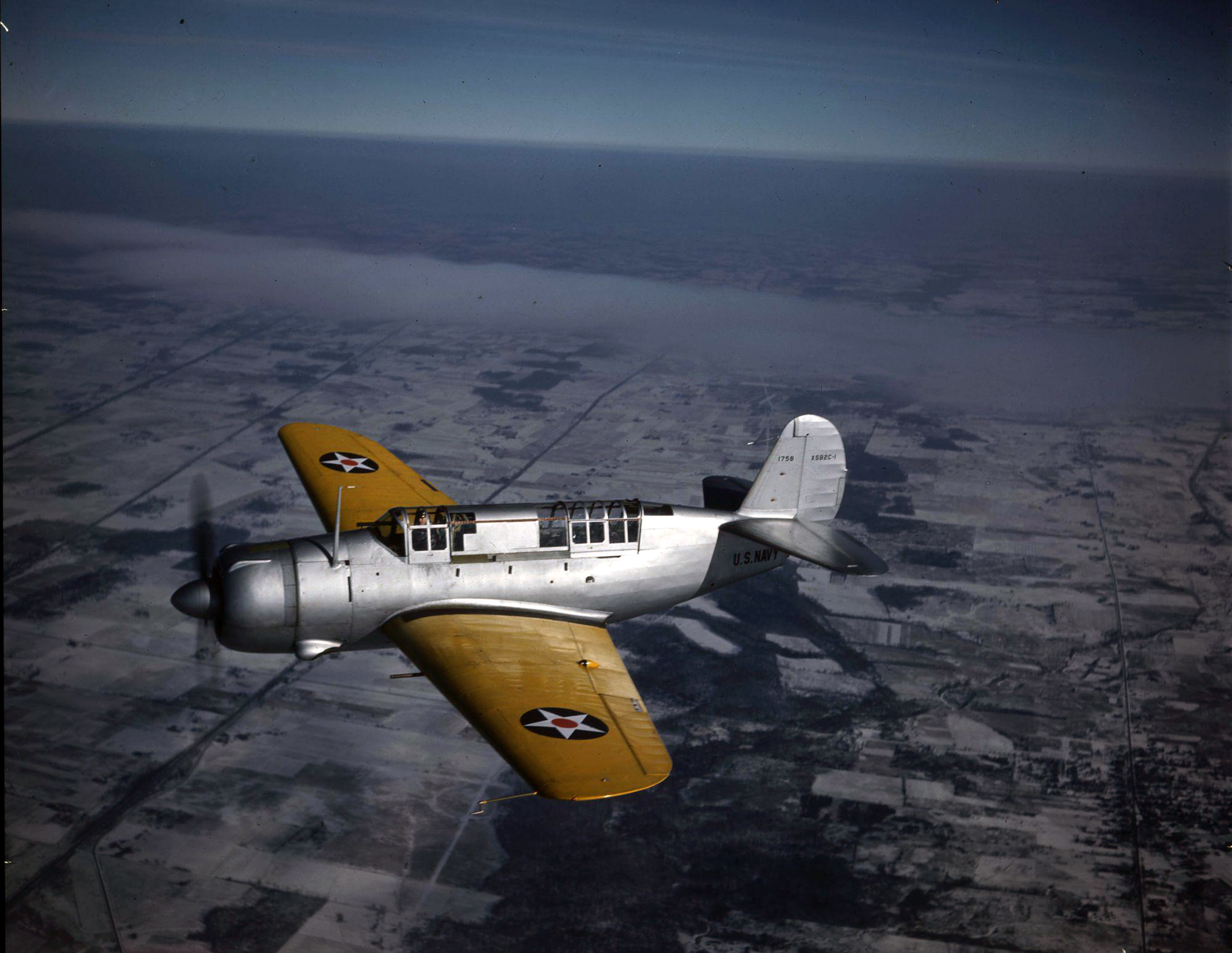
Prototyp XSB2C-1, 1940

Die Curtiss SB2C litt unter vielen Entwicklungsschwierigkeiten und wurde am 11. November 1943 das erste Mal im Kampf eingesetzt – der Prototyp war bereits im November 1940 geflogen. Wenige Tage vor dem Angriff auf Pearl Harbor wurde er bei einer Bruchlandung zerstört. Der Unfall, seine Untersuchung und die Überarbeitung des Sturzkampfbomberkonzepts aufgrund der inzwischen vorliegenden Kampferfahrungen sorgten dafür, dass der Erstflug der ersten Serienmaschine erst 1942 stattfand. 978 Exemplare dieses Musters (SB2C-1) wurden für die Navy fertiggestellt, 900 Exemplare gingen als A-25A Shrike an die USAAF. 26 Maschinen gingen im Zuge des Pacht- und Leihabkommens an die britische Royal Navy, wurden aber nicht mehr im Krieg eingesetzt; auch die australische Luftwaffe setzte das Muster nur in bescheidenen Stückzahlen ein.
Viele Piloten sahen das Vorgängermuster Douglas SBD, das sich besonders durch seine hohe Beschussfestigkeit auszeichnete, als überlegen an. Schwerfällig und mit einigen unangenehmen Flugeigenschaften – vor allem bei Start und Landung – war die Helldiver nicht sonderlich beliebt bei ihren Besatzungen, welche die Maschine in Anlehnung an ihre Modellbezeichnung „SB2C“ mitunter sarkastisch mit dem Spitznamen „Son of a bitch, Second Class“ („zweitklassiger Hurensohn“) bezeichneten.
Von den insgesamt 7140 gebauten Exemplaren existieren nur noch sechs Stück, davon ist eines noch flugfähig.

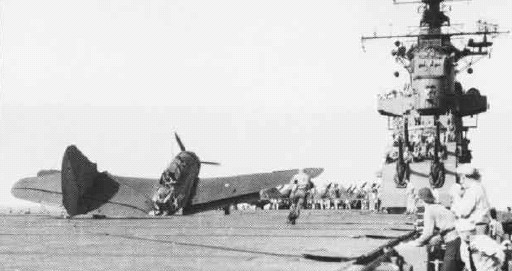
Aufgrund der hohen Unfallrate – hier 1943 auf der USS Bunker Hill – nannten die Piloten die SB2C auch „das Biest“

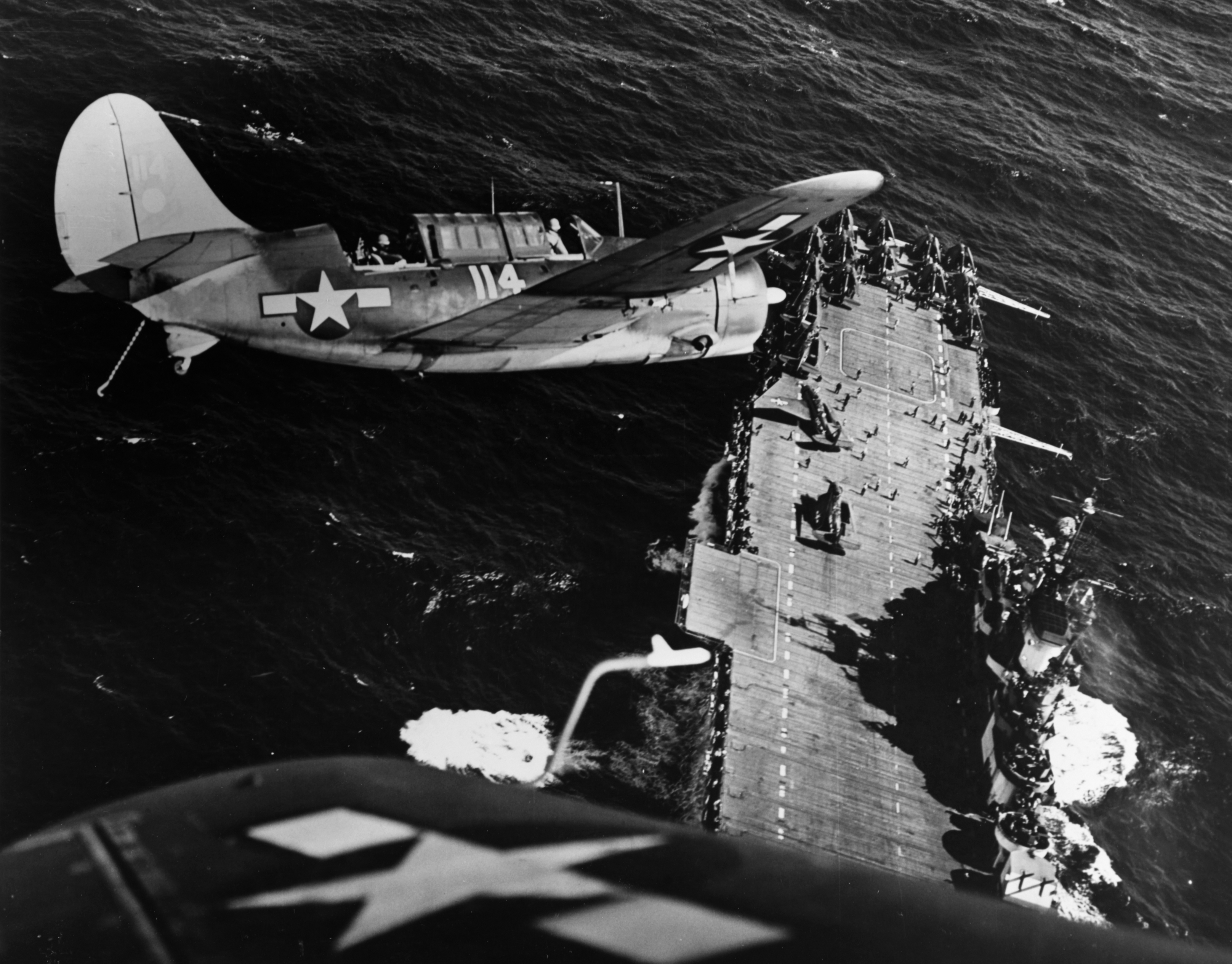
SB2C-3 der USS Hornet, 1945

## Varianten
XSB2C-1
Prototyp mit 1700-PS-Motor R-2600-8
SB2C-1
erste Serienvariante mit vier 12,7-mm-MG in den Tragflächen und einem 7,62-mm-MG für den Bordschützen, 200 gebaut.
SB2C-1A
ursprüngliche Bezeichnung der A-25A Shrike der United States Army Air Forces; 900 gebaut, 410 A-25A wurden später an das United States Marine Corps abgegeben. Beide Teilstreitkräfte benutzten die Flugzeuge nur als Trainer.
SB2C-1C
SB2C-1 mit zwei 20-mm-Kanonen in den Tragflächen und hydraulisch betätigten Klappen, 778 gebaut.
XSB2C-2
Umbau einer SB2C-1 mit zwei Schwimmern 1942.
SB2C-2
Serienversion der Schwimmer-Version, die Bestellung von 287 Maschinen wurde storniert.
XSB2C-3
Eine SB2C-1 mit 1900-PS-Motor R-2600-20.
SB2C-3
Serienversion mit R-2600-20 und Vierblatt-Propeller, 1112 gebaut.
S2BC-3E
SB2C-3 mit APS-4-Radar.
SB2C-4
SB2C-3 mit acht Unterflügelstationen für 127-mm-Raketen oder zwei 454-kg-Bomben, 2045 gebaut.
SB2C-4E
SB2C-4 mit APS-4-Radar.
XSB2C-5
Zwei SB2C-4 umgebaut zu SB2C-5-Prototypen mit größeren Tanks.
SB2C-5
Serienversion der XSB2C-5, 970 gebaut (2500 bei Kriegsende storniert)
XSB2C-6
Umbau zweier SB2C-1C mit 2100-PS-Motor R-2600-22 und größeren Tanks.
SBF-1
SB2C-1 von Fairchild-Canada, 50 gebaut.
SBF-3
SB2C-3 von Fairchild-Canada, 150 gebaut.
SBF-4E
SB2C-4E von Fairchild-Canada, 100 gebaut.
SBW-1
SB2C-1 von Canadian Car & Foundry, 38 gebaut.
SBW-1B
SB2C-1 von Canadian Car & Foundry für die Royal Navy; 28 gebaut, in Großbritannien als Helldiver Mk.I bezeichnet.
SBW-3
SB2C-3 von Canadian Car & Foundry, 413 gebaut.
SBW-4E
SB2C-4E von Canadian Car & Foundry, 270 gebaut.
SBW-5
SB2C-5 von Canadian Car & Foundry, 85 gebaut (165 bei Kriegsende storniert).
A-25A Shrike
Version der USAAF ohne Fanghaken und Faltflügel, 900 gebaut (siehe SB2C-1A).

## Produktion
Neben Curtiss bauten zwei kanadische Firmen die Helldiver in Serie.
Abnahme der Helldiver/A-25 durch die USAAF/US Navy:
| Hersteller          | Version | 1940 | 1941 | 1942 | 1943 | 1944 | 1945 | SUMME |
| ------------------- | ------- | ---- | ---- | ---- | ---- | ---- | ---- | ----- |
| Curtiss, Columbus   | XSB2C-1 | 1    |      |      |      |      |      | 1     |
| Curtiss, Columbus   | SB2C-1  |      |      | 50   | 150  |      |      | 200   |
| Curtiss, Columbus   | SB2C-1C |      |      |      | 462  | 316  |      | 778   |
| Curtiss, Columbus   | SB2C-3  |      |      |      |      | 1112 |      | 1112  |
| Curtiss, Columbus   | SB2C-4  |      |      |      |      | 1405 | 640  | 2045  |
| Curtiss, Columbus   | SB2C-5  |      |      |      |      |      | 970  | 970   |
| Curtiss, St. Louis  | A-25    |      |      | 1    | 585  | 314  |      | 900   |
| Canadian Car        | SBW-1   |      |      |      | 29   | 9    |      | 38    |
| Canadian Car        | SBW-1B  |      |      |      |      | 28   |      | 28    |
| Canadian Car        | SBW-3   |      |      |      |      | 413  |      | 413   |
| Canadian Car        | SBW-4E  |      |      |      |      | 47   | 223  | 270   |
| Canadian Car        | SBW-5   |      |      |      |      |      | 85   | 85    |
| Fairchild, Montreal | SBF-1   |      |      |      | 1    | 49   |      | 50    |
| Fairchild, Montreal | SBF-3   |      |      |      |      | 150  |      | 150   |
| Fairchild, Montreal | SBF-4E  |      |      |      |      |      | 100  | 100   |
| SUMME               |         | 1    | 0    | 51   | 1227 | 3843 | 2018 | 7140  |

## Militärische Nutzer
Australien
- Royal Australian Air Force

 Frankreich
- Aéronavale

 Griechenland
- Griechische Luftstreitkräfte

 Italien
- Aeronautica Militare

 Portugal
- Força Aérea Portuguesa
- Marinha Portuguesa

 Thailand
- Royal Thai Air Force

 Vereinigtes Königreich
- Royal Navy Fleet Air Arm

 Vereinigte Staaten
- United States Army Air Forces
- United States Marine Corps
- United States Navy

## Technische Daten

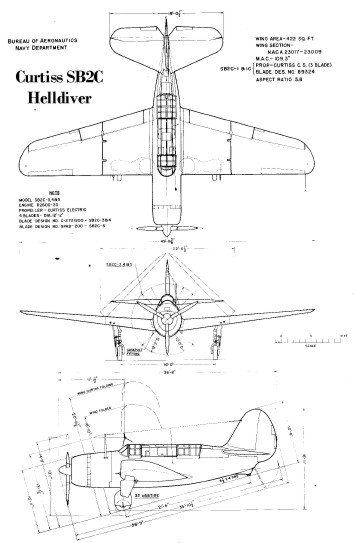
3-Seiten-Riss einer Curtiss SB2C

| Kenngröße             | Daten der Curtiss SB2C-3                                                  |
| --------------------- | ------------------------------------------------------------------------- |
| Besatzung             | 2                                                                         |
| Länge                 | 11,18 m                                                                   |
| Spannweite            | 15,18 m                                                                   |
| Höhe                  | 4,01 m                                                                    |
| Leermasse             | 4720 kg                                                                   |
| Startmasse            | 6380 kg                                                                   |
| Höchstgeschwindigkeit | 471 km/h in 5100 m Höhe                                                   |
| Dienstgipfelhöhe      | 8950 m                                                                    |
| max. Reichweite       | 3080 km                                                                   |
| Triebwerk             | ein Doppelsternmotor Wright R-2600-20 Cyclone, 1.900 PS (1.397 kW)        |
| Bewaffnung            | zwei 20-mm-Kanonen, ein 12,7-mm-MG, bis zu 454 kg Bomben oder ein Torpedo |